# Batomys uragon
Batomys uragon är en gnagare i familjen råttdjur som förekommer i Filippinerna. Artepitet i det vetenskapliga namnet (uragon) kommer från språket bikol som talas i regionen. Det är ett adjektiv med ungefärlig betydelse "har stor begåvning, rörlighet eller kraft".
Arten beskrevs 2015 med hjälp av individer som hittades vid vulkanen Isarog på södra Luzon. Det kända utbredningsområdet ligger mellan 1350 och 1800 meter över havet. Regionen är täckt av fuktiga bergsskogar. Området kännetecknas av ett tjockt lövskikt och ett tjockt lager humus. Batomys uragon förekommer bland annat i en nationalpark. Beståndet anses inte vara hotade.
Denna gnagare blir 181 till 206 mm lång (huvud och bål), har en 128 till 171 mm lång svans och väger 160 till 210 g. Bakfötterna är 35 till 40 mm långa och öronen 20 till 22 mm stora. På ovansidan förekommer blek gulbrun päls och undersidan är ännu ljusare i samma färg. Pälsen är kortare och mera ullig jämförd med pälsen från Batomys granti och Batomys dentatus. Den nya artens öron är täckta med korta gråbruna hår. På den bleka huden kring ögonen finns enstaka gråbruna eller färglösa hår. Från längre avstånd antas den ljusa ögonringen vara naken. Framtassarna kännetecknas av en mörkbrun strimma på toppen med två ljusa gulbruna strimmor intill. Även bakfötternas ovansida är mörkare brun. Liksom hos Batomys granti är svansen täckt med många mörka fjäll och mellan fjällen finns några fina hår som nästan är osynliga. Svansens hår är kortare än hos Batomys granti. En vit svansspets som hos Batomys dentatus saknas.
Två individer som tidvis hölls i fångenskap matades med frön och mindre framgångsrik med små frukter. Andra växtdelar och smådjur åts inte. Batomys uragon har troligen bra förmåga att klättra i klippig terräng.